# Meridian (comté de Logan, Oklahoma)
Pour les articles homonymes, voir Meridian.
Meridian est une ville du comté de Logan, dans l'État d'Oklahoma, aux États-Unis,. En 2010, elle compte une population de 38 habitants.

## Démographie
Lors du recensement de 2010, la ville comptait une population de 38 habitants, tandis qu'en 2019, elle est estimée à 43 habitants.